# Liste der Bodendenkmäler in Kirchenthumbach
Auf dieser Seite sind die Bodendenkmäler in dem Oberpfälzer Markt Kirchenthumbach zusammengestellt. Diese Tabelle ist eine Teilliste der Liste der Bodendenkmäler in Bayern. Grundlage ist die Bayerische Denkmalliste, die auf Basis des Bayerischen Denkmalschutzgesetzes vom 1. Oktober 1973 erstmals erstellt wurde und seither durch das Bayerische Landesamt für Denkmalpflege geführt wird. Die folgenden Angaben ersetzen nicht die rechtsverbindliche Auskunft der Denkmalschutzbehörde.

## Bodendenkmäler in Kirchenthumbach
| Lage                     | Objekt | Akten-Nr.     | Bild |
| ------------------------ | --- | ------------- | ---- |
| (Standort)               | Bestattungsplatz der Hallstattzeit und der Frühlatènezeit mit Grabhügeln. | D-3-6235-0001 |      |
| (Standort)               | Bestattungsplatz der Hallstattzeit mit verebneten Grabhügeln. | D-3-6235-0002 |      |
| Thurndorf (Standort)     | Mittelalterlicher Burgstall mit Turmruine und der auf eine Burgkapelle zurückgehenden katholischen Pfarrkirche St. Jacobus Maior in Thurndorf.                                 | D-3-6235-0016 |      |
| (Standort)               | Archäologische Befunde des abgegangenen frühneuzeitlichen Schlosses von Thurndorf.                                                                                             | D-3-6235-0017 |      |
| Neuzirkendorf (Standort) | Untertägige Befunde im Bereich der katholischen Wallfahrtskirche St. Laurentius am Weißen Brunnen, mittelalterliche Wüstung „Putzmanns“, hochmittelalterlicher Adelssitz.      | D-3-6235-0018 |      |
| (Standort)               | Archäologische Befunde im Bereich des ehemaligen Schlosses Tagmanns, zuvor mittelalterliche Burg.                                                                              | D-3-6236-0003 |      |
| (Standort)               | Abschnitt der Kurbayerischen Landesdefensionslinien (1702/03) mit Wall und Graben.                                                                                             | D-3-6236-0004 |      |
| (Standort)               | Verebneter Abschnitt der Kurbayerischen Landesdefensionslinien (1702/03) mit einer Fleche.                                                                                     | D-3-6236-0005 |      |
| (Standort)               | Abschnitt der Kurbayerischen Landesdefensionslinien (1702/03). | D-3-6236-0006 |      |
| (Standort)               | Archäologische Befunde und Funde im Bereich des ehemaligen Schlosses Burggrub, zuvor mittelalterliche Burg.                                                                    | D-3-6236-0007 |      |
| (Standort)               | Untertägige Befunde des abgebrochenen Schlosses von Kirchenthumbach. | D-3-6236-0008 |      |
| (Standort)               | Untertägige frühneuzeitliche Befunde in der Wüstung „Braunershof“, darunter die Spuren eines Landsassengutes.                                                                  | D-3-6236-0018 |      |
| (Standort)               | Untertägige mittelalterliche und frühneuzeitliche Befunde in der Wüstung „Kumpf“.                                                                                              | D-3-6236-0020 |      |
| (Standort)               | Untertägige frühneuzeitliche Befunde in der Wüstung „Hub“ oder „Luisenhof“. | D-3-6236-0030 |      |
| (Standort)               | Archäologische Befunde und Funde im Bereich der katholischen Pfarrkirche Mariä Himmelfahrt in Kirchenthumbach, darunter die Spuren von Vorgängerbauten bzw. älterer Bauphasen. | D-3-6236-0058 |      |
| (Standort)               | Spätmittelalterliche Wüstung „Hell“. | D-3-6236-0060 |      |
| (Standort)               | Archäologische Befunde und Funde im Bereich der katholischen Kirche St. Georg in Neuzirkendorf, darunter die Spuren von Vorgängerbauten bzw. älterer Bauphasen.                | D-3-6236-0067 |      |
| (Standort)               | Mittelalterlicher Burgstall. | D-3-6236-0068 |      |
| (Standort)               | Frühneuzeitliche Wüstung „Zainhammer“. | D-3-6236-0073 |      |
| (Standort)               | Archäologische Befunde und Funde des Mittelalters und der frühen Neuzeit im Bereich des ehemaligen Hammer- und Landsassengutes Metzenhof.                                      | D-3-6236-0075 |      |
| (Standort)               | Untertägige Befunde des abgegangenen spätmittelalterlichen und frühneuzeitlichen Schlosses von Metzenhof.                                                                      | D-3-6236-0076 |      |
| (Standort)               | Untertägige Befunde im Bereich der katholischen Wallfahrtskirche Maria-Zell in Kirchenthumbach.                                                                                | D-3-6236-0079 |      |
| (Standort)               | Archäologische Befunde und Funde im Bereich der katholischen Kirche Maria-Hilf in Altzirkendorf, darunter die Spuren von Vorgängerbauten bzw. älterer Bauphasen.               | D-3-6236-0080 |      |
| (Standort)               | Spätpaläolithische Freilandstation. | D-3-6236-0097 |      |
| (Standort)               | Mesolithische Freilandstation. | D-3-6236-0098 |      |
| (Standort)               | Mesolithische Freilandstation. | D-3-6236-0099 |      |
| (Standort)               | Untertägige Befunde der frühen Neuzeit im Bereich der katholischen Wallfahrtskirche Mariä-Heimsuchung bei Heinersreuth, darunter die Spuren eines Vorgängerbaus.               | D-3-6236-0100 |      |
| (Standort)               | Untertägige Befunde der frühen Neuzeit im Bereich der katholischen Kalvarienbergkirche bei Thurndorf, darunter die Spuren von Vorgängerbauten bzw. älterer Bauphasen.          | D-3-6236-0101 |      |
| (Standort)               | Verebneter Abschnitt der Kurbayerischen Landesdefensionslinien (1702/03). | D-3-6236-0103 |      |